# MIX (漫畫)
《MIX》是日本漫畫家安達充繪畫的少年漫畫作品，於《月刊少年Sunday》2012年6月號開始連載。連載開始便造成該月刊缺貨，増刷也沒有遏止該情況。於是第1話便於《月刊少年Sunday》2012年7月號與《週刊少年Sunday》2012年28號上再度刊載。截至2019年4月為止漫畫累計含電子版突破800萬本。
背景為《TOUCH 鄰家女孩》約30年後的明青學園。因父母再婚而成為同年兄弟的立花投馬、走一郎加入前輩上杉達也離開後就沒再登上甲子園、狀況無比低迷的明青學園棒球社，以再度參加甲子園為目標。此作品亦是《TOUCH 鄰家女孩》的精神續作。

## 概要

### 傳奇的序幕：上杉兄弟的時代
三十多年前，明青學園曾在無數觀眾和媒體的見證下，於明治神宮棒球場寫下了一段交織著青春、夢想、汗水與淚水的傳奇。
當時，明青學園棒球社的核心是一對雙胞胎兄弟——被譽為「天才王牌」的弟弟上杉和也，以及看似懶散卻潛力無窮的哥哥上杉達也，還有與他們一同長大的青梅竹馬淺倉南。在和也的帶領下，明青學園過關斬將，史無前例地打進了全國高中棒球聯賽東東京區大賽的決賽。然而，就在決賽當天，一場突如其來的車禍奪走了王牌投手和也的生命。這場悲劇不僅粉碎了明青首次進軍甲子園的夢想，更讓球隊在決賽中敗給了宿敵須見工業高中。
隔年，為了完成弟弟與小南的夢想，哥哥上杉達也毅然站上投手丘，承繼了王牌的背號。他憑藉著與生俱來的天賦，帶領明青學園捲土重來，一路挺進甲子園，最終奇蹟般地奪下全國總冠軍。上杉達也與明青學園的名字，自此成為高中棒球界不朽的傳說。

### 榮光的消逝與漫長的沉寂
然而，傳奇的榮光並未長久延續。在上杉達也畢業5年後，明青學園棒球社出現了備受期待的新王牌投手澤井圭一，眼看有望再度衝擊甲子園。但在東東京區大賽中，澤井與榮新高中的強打者千本木豐發生激烈衝撞，導致手腕肌腱嚴重受傷，投手生涯被迫畫下句點。這次意外的重創，彷彿敲響了明青學園棒球社衰落的喪鐘，自此之後，他們再也未能踏上甲子園的紅土，昔日的棒球強校逐漸被人遺忘。

### 新時代的開啟：立花兄弟的挑戰
在那場悲劇的26年後，也就是上杉達也締造傳奇的三十多年後，一對「命中註定」的兄弟——立花投馬與立花走一郎——因父母再婚而成為了家人，並一同進入明青學園高中部就讀。
哥哥走一郎是天賦異稟的捕手與強打者，而看似平凡的弟弟投馬則隱藏著不為人知的驚人投球才能。他們加入了早已失去光環、狀況無比低迷的棒球社，組成投捕搭檔。這對嶄新的兄弟，將承載著前輩們的榮光與遺憾，背負著明青學園的歷史，再次為這所沉寂多年的學校，開啟通往甲子園的沉重大門。一段全新的傳說，即將展開……

## 登場人物
旁白（聲：日高範子（日本）／曾秀清（香港））

### 主要人物
立花投馬（聲：梶裕貴（日本）／胡家豪（第一季）→李凱傑（第二季）、謝潔貞（第一季）→劉惠雲（第二季）（童年）（香港））
初登場：13歲，初中二年級。立花兄弟中的弟弟。擔任三壘手，球速快於走一郎，後轉投手。三歲時曾在生母葬禮上被春夏弄哭（本人毫無印象），且目前似乎被對方仰慕著。与走一郎是同一天出生，因为父亲再婚才与走一郎和音美成为了义理的兄妹。嫌手机很麻烦而不愿意有手机。
立花走一郎（聲：内田雄馬（日本）／黃積權、袁淑珍（童年）（香港））
初登場：13歲，初中二年級。立花兄弟中的哥哥（比投马的出生时间早10分钟）。擔任捕手。長相英俊，擁有比投馬更豐富的異性緣，在校成績也比投馬優秀。作为正捕手、击球手在棒球社非常活跃。比任何人都认可投马作为投手的才能和实力。
立花音美（聲：内田真禮（日本）／羅孔柔（第一季）→黃昕瑜（第二季）（香港））
初登場：12歲，初中一年級。特別受男同學們的歡迎。喜歡自己兩位哥哥的比賽，所以會幫哥哥們計算出賽成績，例如打擊率。走一郎的亲妹妹。投马的义理妹妹。小时候胆小怕生，由于投马现在则是率直明朗的性格。
大山春夏（聲：花澤香菜（日本）／張頌欣（香港））
大山吾朗的女兒。隸屬於體操部，協助棒球部探查敵情受傷後，暫時代理棒球部經理。三歲的時與投馬相遇，從此記在心裡，似乎對對方有著仰慕之情。有一位出生沒多久就夭折的哥哥。

### 立花家
立花英介（聲：高木涉（日本）／葉振聲、曹啟謙（少年）（香港））
初登場：41歲。投馬的生父、走一郎與音美的繼父。曾經是明青學園棒球部的一員，在立花兄弟高二的夏季甲子園地方大賽的明青對勢南比賽期間，因心肌梗塞昏倒在神宮球場的洗手間，送醫不治而去世。
立花真弓（聲：井上喜久子（日本）／鄭麗麗（第一季）→林元春（第二季）（香港））
初登場：38歲。投馬的繼母、走一郎與音美的生母。
胖奇（聲：日高範子（幼犬期）、金光宣明（成長期）（日本）／曾秀清（幼犬期）、陳耀楠（第一季）→（第二季）（成長期）（香港））
音美從朋友家帶回來養的小狗，外貌與《棒球英豪》或《H2－好逑雙物語》的寵物狗相似，命名來自音美夢中的人物（安達充）。
澤井圭一（聲：內田夕夜（日本）／曹啟謙（香港））
已故，真弓的前夫，走一郎和音美的生父。為明青學園高校棒球部的OB，也是英介與吾郎的學弟。

### 明青學園
今川正（聲：金光宣明（日本）／陳耀楠（第一季）→陳卓智（第二季）（香港））
初登場時為初中三年級，初中部棒球隊隊長。
二階堂大輔（聲：安元洋貴（日本）／李鎮然（香港））
初登場時為初中三年級，初中部棒球隊投手，每次因為心臟疾病只訓練一個小時。校友會會長、二階堂電力工業有限公司社長的儿子。
夏野一番（聲：小林大纪（日本）／陳灝瑋（香港））
音美的同輩，投馬與走一郎的學弟。希望成為棒球隊的王牌投手。喜歡音美，卻經常被音美忽視。
駒耕作（聲：金野润（日本）／張方正（第一季）→鍾見麟（第二季）（香港））
與投馬、走一郎同年級，並同為棒球隊隊員。喜歡音美。
南郷四郎（聲：最上嗣生（日本）／周倚天（第一季）→李鎮然（第二季）（香港））
高中部棒球隊隊員，與投馬、春夏同班。跟隨大山家到東京讀高中，春夏稱呼他為“小南”。不讓男生接近春夏。害怕昆蟲。
赤井遼（聲：西山宏太朗（日本）／張預東（第一季）→曹啟謙（第二季）（香港））
赤井智仁的弟弟，但與立花家相同與智仁因為父母再婚的關係而沒有血緣關係。音美與夏野的同班同學。喜歡音美的男同學裡，與音美互動最好的一位。升上高等部後加入棒球隊。
大山吾郎（聲：楠大典（日本）／翟耀輝、李凱傑（少年）（香港））
大山春夏的父親，跟立花投馬的父親同年，曾擔任明青棒球隊的隊長。不修邊幅的大叔，與太太分居。後被聘任為明青學園高中部棒球隊的領隊。在春夏出生前兩年曾經與太太生下一位兒子，但出生後不久就夭折。
三田亞里沙（聲：伊瀨茉莉也（日本）／廖杏茵（第一季）→魏惠娥（第二季）（香港））
三田浩樹的妹妹。和音美同班，對音美懷有敌意，其主要原因為“明青小姐”这一称号，而將音美视作竞争对手。
錦研二（聲：福西勝也（日本）／李致林（香港））
第二季登場。高中部棒球隊隊員。

### 勢南高校
西村拓味（聲：奈良徹（日本）／梁偉德（香港））
與投馬同年。在水神中學棒球部時與明青中學在都大會碰到，並將二階堂大輔的球擊成全壘打。球速不錯以及極佳的曲球，擔任第四棒和王牌投手，對於明青捕手走一郎評價很高。喜歡音美的外貌。
西村勇（聲：中尾隆聖（日本）／蘇強文（香港））
西村拓味的父親，是都內豪強勢南高中棒球部的教練。30年前，他是明青投手上杉達也的勁敵。自稱和原田正平都是失戀同盟。

### 東秀高校
三田浩樹（聲：遠藤大智（日本）／黃啟昌（香港））
東秀高校棒球隊王牌。三田亞里沙的哥哥。擔任投手。身高183cm、體重78公斤。左投左打。高中畢業後活躍於大學棒球。

### 健丈高校（須見工業）
赤井智仁（聲：鈴木達央（日本）／關令翹（香港））
健丈高校嶄露頭角的一年級四棒。赤井遼的哥哥，但與立花家相同與遼因為父母再婚的關係而沒有血緣關係。
小宮山新平（聲：武虎（日本）／招世亮（香港））
健丈高校的領隊。
喜多（聲：坂井易直（日本）／劉奕希（第一季）→李鎮然（第二季）（香港））
一年級投手。
轟（聲：木村隼人（日本）／周倚天（香港））
三年級隊員。

### 其他
間崎龍一（聲：中村大樹（日本）／馮錦堂（第一季）→雷霆（第二季）（香港））
拉麵店→咖啡店「龍」的老闆。明青學園棒球隊的球迷。
月影渚（聲：篠原惠美（日本）／劉惠雲（香港））
大山春夏的媽媽。本名大山美登，暢銷小說作家。
原田正平（聲：銀河萬丈（日本）／招世亮（香港））
失去記憶的男子。學生時代為明青拳擊社的主將，與上杉達也同屆。結束流浪之旅後回到日本，出手拯救立花音美時因交通事故而失去記憶。
神奈（聲：藤田咲（日本）／成瑤孆（香港））
第二季第12話登場。
佐佐木／謎之聲（聲：石田彰（日本）／陳卓智（香港））
第二季第16話登場。明青學園畢業生。

## 出版書籍
| 卷數 | 小學館         | 小學館                 | 天下出版       | 天下出版               | 青文出版社     | 青文出版社             |
| 卷數 | 發售日期       | ISBN                   | 發售日期       | ISBN                   | 發售日期       | ISBN / EAN             |
| ---- | -------------- | ---------------------- | -------------- | ---------------------- | -------------- | ---------------------- |
| 1    | 2012年10月12日 | ISBN 978-4-09-123867-2 | 2013年2月7日   | ISBN 978-988-8100-75-0 | 2013年4月19日  | ISBN 978-986-310-596-1 |
| 2    | 2013年3月12日  | ISBN 978-4-09-124120-7 | 2013年5月23日  | ISBN 978-988-8213-29-0 | 2013年10月18日 | ISBN 978-986-310-765-1 |
| 3    | 2013年8月12日  | ISBN 978-4-09-124393-5 | 2013年10月9日  | ISBN 978-988-8214-14-3 | 2014年5月9日   | ISBN 978-986-356-021-0 |
| 4    | 2014年1月10日  | ISBN 978-4-09-124593-9 | 2014年2月28日  | ISBN 978-988-8214-56-3 | 2014年12月18日 | EAN 471-8016-01148-9   |
| 5    | 2014年6月12日  | ISBN 978-4-09-124759-9 | 2014年7月29日  | ISBN 978-988-8215-01-0 | 2015年4月29日  | EAN 471-8016-01285-1   |
| 6    | 2014年12月12日 | ISBN 978-4-09-125490-0 | 2015年1月31日  | ISBN 978-988-8215-47-8 | 2015年10月21日 | EAN 471-8016-01502-9   |
| 7    | 2015年6月12日  | ISBN 978-4-09-126149-6 | 2015年7月28日  | ISBN 978-988-8215-82-9 | 2016年4月14日  | EAN 471-8016-01795-5   |
| 8    | 2015年12月12日 | ISBN 978-4-09-126599-9 | 2016年3月1日   | ISBN 978-988-8216-19-2 | 2016年7月11日  | EAN 471-8016-01889-1   |
| 9    | 2016年6月10日  | ISBN 978-4-09-127239-3 | 2016年7月26日  | ISBN 978-988-8216-82-6 | 2017年1月16日  | EAN 471-8016-02137-2   |
| 10   | 2016年12月12日 | ISBN 978-4-09-127468-7 | 2017年1月24日  | ISBN 978-988-8216-92-5 | 2017年6月25日  | EAN 471-8016-02385-7   |
| 11   | 2017年6月12日  | ISBN 978-4-09-127629-2 | 2017年7月28日  | ISBN 978-988-8217-20-5 | 2018年6月7日   | EAN 471-8016-02742-8   |
| 12   | 2018年2月9日   | ISBN 978-4-09-128155-5 | 2018年4月12日  | ISBN 978-988-8217-32-8 | 2018年9月10日  | ISBN 978-986-356-559-8 |
| 13   | 2018年8月9日   | ISBN 978-4-09-128478-5 | 2018年10月12日 | ISBN 978-988-8217-39-7 | 2019年4月8日   | ISBN 978-986-356-860-5 |
| 14   | 2019年2月12日  | ISBN 978-4-09-128858-5 | 2019年4月4日   | ISBN 978-988-8217-71-7 | 2019年10月7日  | ISBN 978-986-512-073-3 |
| 15   | 2019年8月8日   | ISBN 978-4-09-129366-4 | 2019年9月16日  | ISBN 978-988-8217-79-3 | 2020年5月14日  | ISBN 978-986-512-343-7 |
| 16   | 2020年2月12日  | ISBN 978-4-09-129709-9 | 2020年3月27日  | ISBN 978-988-8217-86-1 | 2020年10月15日 | ISBN 978-986-512-555-4 |
| 17   | 2021年2月12日  | ISBN 978-4-09-850451-0 | 2021年4月16日  |                        | 2022年7月7日   | ISBN 978-626-322-351-6 |
| 18   | 2021年12月10日 | ISBN 978-4-09-850825-9 | 2022年1月27日  |                        | 2022年12月7日  | ISBN 978-626-322-785-9 |
| 19   | 2022年7月14日  | ISBN 978-4-09-851191-4 | 2022年9月2日   | ISBN 978-988-8613-069  | 2023年6月14日  | ISBN 978-626-340-932-3 |
| 20   | 2023年2月10日  | ISBN 978-4-09-851602-5 | 2023年3月31日  |                        | 2023年11月9日  | ISBN 978-626-362-464-1 |
| 21   | 2023年9月12日  | ISBN 978-4-09-852818-9 |                |                        | 2024年5月2日   | ISBN 978-626-383-340-1 |
| 22   | 2024年5月10日  | ISBN 978-4-09-853315-2 |                |                        |                |                        |
| 23   | 2025年2月12日  | ISBN 978-4-09-853853-9 |                |                        |                |                        |

## 電視動畫
改編電視動畫的消息於2018年8月3日發布，並自2019年4月6日起，於讀賣電視台和日本電視網協議會播出，還有在2022年4月在TVB於下午3時至4時播出。
本作由曾於《TOUCH 鄰家女孩》中聲演女主角淺倉南的日高範子擔任旁白，香港配音版則由曾於VCD版本聲演淺倉南的曾秀清擔任旁白。

### 製作人員
- 原作：安達充
- 監督：渡部穩寬
- 系列構成：富岡淳廣
- 人物設定：牧孝雄
- 總作畫監督：牧孝雄、高田晴仁、鳥宏明
- 道具設計：佐藤和巳
- 美術監督：緒續學
- 美術設定：綱頭瑛子
- 色彩設計：林由稀
- 攝影監督：並木智
- 動作作監：松田真路
- 編集：小島俊彥
- 音響監督：龜山俊樹
- 音樂：住友紀人
- 動畫製作：OLM
- 首席監製：永井幸治
- 監製：伊藤香織（ShoPro）
- 製作、著作：讀賣電視台、小學館集英社製作

### 主題曲
第一季
片頭曲
（第1話 - 第13話）
作詞、作曲：片岡健太，主唱：sumika
「VS」（第14話 - 第24話 ）
作詞、作曲：新藤晴一，編曲：近藤隆史：田中ユウスケ、Porno Graffitti，主唱：色情塗鴉
片尾曲
（第1話 - 第13話）
作詞：石渡淳治，作曲：水野良樹，編曲：島田昌典，主唱：Little Glee Monster
（第14話 - 第24話 ）
作詞：中園勇樹，作曲：Qyoto、宮崎諒，編曲：Qyoto、鶴澤夢人，主唱：Qyoto
插入曲
（第2話、第5話、第19話、第24話）
作曲：芹澤廣明，協力：青山学院銅管部（第2話）
（第7話、第19話）
作曲：芹澤廣明
第二季
片頭曲
（第1話 - 第13話）
作詞、作曲：片岡健太，主唱：sumika
（第14話 - 第24話）
作詞、作曲：田邊駿一，主唱：BLUE ENCOUNT
片尾曲
（第1話 - 第13話）
作詞、作曲：miwa，編曲：NAOKI-T，主唱：miwa
（第14話 - 第24話）
作詞：コヤマヒデカズ、作曲：Raizo.W，編曲：KOHD，主唱：Little Glee Monster

### 各話列表
| 話數   | 日文標題 | 中文標題           | 劇本     | 分鏡     | 演出               | 作畫監督                                                                                | 总作画监督 |
| 第一季 | 第一季   | 第一季             | 第一季   | 第一季   | 第一季             | 第一季                                                                                  | 第一季     |
| ------ | -------- | ------------------ | -------- | -------- | ------------------ | --------------------------------------------------------------------------------------- | ---------- |
| 第1話  |          | 明青的王牌         | 富岡淳广 | 渡部穩寬 | 渡部穩寬           | 西村廣、角谷知美                                                                        | 牧孝雄     |
| 第2話  |          |                    | 樋口达人 | 渡部穩寬 | 石田畅             | 北村友幸、小菅和久                                                                      | 牧孝雄     |
| 第3話  |          |                    | 福岛幸典 | 渡部穩寬 | 柴田匠             | 广冈岁仁、繁田亨、新村杏子、太田慎之介                                                  | 烏宏明     |
| 第4話  |          |                    | 山田健一 | 山中祥平 | 山中祥平           | 角谷知美、井戶田茜、菅原美幸                                                            | 髙田晴仁   |
| 第5話  |          |                    | 山田健一 | 筆坂明规 | 筆坂明规           | 细田纱织、西村广                                                                        | 牧孝雄     |
| 第6話  |          |                    | 富岡淳广 | 久慈悟郎 | 久慈悟郎           | 小川浩司、吉田肇、饭泉俊臣                                                              | 烏宏明     |
| 第7話  |          | 擔心?              | 北条千夏 | 渡部穩寬 | 渡部穩寬 宫泽良太  | 北村友幸、广冈岁仁、佐藤和巳                                                            | 高田晴仁   |
| 第8話  |          |                    | 樋口达人 | 渡部穩寬 | 石田畅             | 新村杏子、太田慎之介                                                                    | 牧孝雄     |
| 第9話  |          |                    | 福岛幸典 | 渡部穩寬 | 柴田匠             | 菅原美幸、角谷知美、井戶田茜                                                            | 烏宏明     |
| 第10話 |          |                    | 北条千夏 | 山田卓   | 山田卓             | 西村广、繁田亨、细田纱织                                                                | 高田晴仁   |
| 第11話 |          |                    | 山田健一 | 久慈悟郎 | 久慈悟郎           | 广冈岁仁、楠木智子、佐藤和巳                                                            | 牧孝雄     |
| 第12話 |          |                    | 樋口达人 | 山中祥平 | 山中祥平           | 角谷知美、井戶田茜、菅原美幸                                                            | 烏宏明     |
| 第13話 |          | 因為是兄弟         | 富岡淳广 | 筆坂明规 | 筆坂明规           | 西村广、繁田亨、北村友幸、福岛丰明                                                      | 高田晴仁   |
| 第14話 |          |                    | 福嶋幸典 | 渡部穏寬 | 石田暢             | 太田慎之介、新村杏子、廣岡岁仁、楠木智子                                                | 牧孝雄     |
| 第15話 |          |                    | 山田健一 | 渡部穏寬 | 是本晶             | 小野弘美、佐藤和巳、细田沙织                                                            | 烏宏明     |
| 第16話 |          |                    | 富岡淳广 | 柴田匠   | 柴田匠             | 菅原美幸、角谷知美、井戶田茜                                                            | 高田晴仁   |
| 第17話 |          |                    | 樋口达人 | 久慈悟郎 | 久慈悟郎           | 西村广、广冈岁仁、北村友幸                                                              | 牧孝雄     |
| 第18話 |          |                    | 北条千夏 | 渡部穏寬 | 渡部穏寬           | 繁田亨、新村杏子、小川茜、山田佳奈莉                                                    | 烏宏明     |
| 第19話 |          |                    | 福嶋幸典 | 山中祥平 | 是本晶 渡部穩寬    | 角谷知美、菅原美幸、井戶田茜 广田茜、稻手遥香                                           | 高田晴仁   |
| 第20話 |          |                    | 北条千夏 | 筆坂明规 | 筆坂明规           | 佐藤和巳、小野弘美、繁田亨 细田沙织、广冈岁仁                                           | 牧孝雄     |
| 第21話 |          |                    | 樋口达人 | 久慈悟郎 | 久慈悟郎           | 西村广、太田慎之介、广冈岁仁 北村友幸、楠木智子                                         | 烏宏明     |
| 第22話 |          |                    | 山田健一 | 柴田匠   | 柴田匠             | 角谷知美、广田茜、菅原美幸 稻手遥香、井戶田茜                                           | 高田晴仁   |
| 第23話 |          |                    | 山田健一 | 渡部穏寬 | 石田暢             | 繁田亨、新村杏子、廣岡歲仁 宮崎麻美、小野廣美                                           | 烏宏明     |
| 第24話 |          |                    | 富岡淳廣 | 渡部穏寬 | 渡部穏寬           | 太田慎之介、佐藤和巳、小川茜 烏宏明、角谷知美、北村友幸、近藤瑠衣                       | 牧孝雄     |
| 第二季 |          |                    |          |          |                    |                                                                                         |            |
| 第1話  |          | 請多多指教         | 富岡淳廣 | 神谷智大 | 伊藤史夫           | 成元鎔、朴佳連、曹暻柱                                                                  | 趙雅羅     |
| 第2話  |          | 不要管我           | 山田健一 | 森川滋   | 和田卓也           | 和田卓也、中山裕美、牧孝雄、新村杏子                                                    | 一居一平   |
| 第3話  |          | 以為現在是幾月！？ | 北條千夏 | 野中和美 | 伊藤史夫           | 成元鎔、金大勳、朴佳連、曹暻柱                                                          | 趙雅羅     |
| 第4話  |          | 去拉拢那小子       | 森地夏美 | 大宅光子 | 中村憲由           | 饭饲一幸、松下清志、佐藤哲也 镰田耕一、白石悟、铃木信一                                 | 空流边光子 |
| 第5話  |          | 幹嘛？可疑人物     | 福島幸典 | 森川滋   | 江島泰男           | 袴田裕二、金正男、慧敏 瑞木晶、西本真吾、鈴木信一、壽門堂                               | 空流边光子 |
| 第6話  |          | 不是夢             | 富岡淳廣 | 大原實   | 白石道太           | Triple A                                                                                | 一居一平   |
| 第7話  |          | 只是練習比賽吧？   | 山田健一 | 西森章   | 伊藤史夫           | 成元鎔、朴佳蓮、曹暻柱                                                                  | 一居一平   |
| 第8話  |          | 那個是王牌哦       | 森地夏美 | 吉川博明 | 森田侑希           | 五十嵐俊介、南伸一郎、K Production                                                      | 空流邊光子 |
| 第9話  |          | 勝敗！             | 北條千夏 | 森健     | 中村憲由           | 飯飼一幸、松下清志、鐮田耕一、白石悟                                                    | 牧孝雄     |
| 第10話 |          | 別小看我！         | 福島幸典 | 大原實   | 松永昌弘           | 前田義宏、西田美彌子、鈴木信一 金基燁、金鐘范、柳昇希、許成珠、UEC                      | 空流邊光子 |
| 第11話 |          | 當作沒看見吧       | 北條千夏 | 松永昌弘 | 伊藤史夫           | 趙雅羅、朴佳蓮 曹暻柱、成元鎔、金大勛                                                   | 一居一平   |
| 第12話 |          | 在呼喚我們         | 山田健一 | 永島昭子 | 日野貴史           | Lee Seongjae、Kim Suho                                                                  | 一居一平   |
| 第13話 |          | 在這個季節         | 森地夏美 | 吉川博明 | 江島泰男           | 明光、景園、龍光                                                                        | 不適用     |
| 第14話 |          | PART 2             | 福嶋幸典 | 西森章   | 布施康之           | Kim Myoung-Sim、Klm Soo-Ho、Lee Sung-Jae                                                | 一居一平   |
| 第15話 |          | 榮新？             | 北条千夏 | 永島昭子 | 小島隆史           | 新村杏子、金基燁、金鐘範                                                                | 牧孝雄     |
| 第16話 |          | 全力發揮！         | 森地夏美 | 森健     | 伊藤史夫           | 趙雅羅、朴佳蓮、曹暻柱、成元鎔範                                                        | 趙雅羅     |
| 第17話 |          | 都與眾不同對吧     | 山田健一 | 大原實   | 吉村朝陽           | Triple A                                                                                | 一居一平   |
| 第18話 |          | 那是誰？           | 福島幸典 | 西森章   | 中村憲由           | 鐮田耕一、森悅史、白石悟 飯飼一幸、松下清志、鈴木信一、新村杏子                         | 不適用     |
| 第19話 |          | 表情真棒呢         | 山田健一 | 松永昌弘 | 神谷智大、松永昌弘 | 飯飼一幸、南伸一郎、高橋晃平 鐮田耕一、鈴木信一、新村杏子、加藤健二                     | 牧孝雄     |
| 第20話 |          | 最佳比賽           | 森地夏美 | 吉川博明 | 伊藤史夫           | 趙雅羅、朴佳蓮 曹暻柱、加藤健二、堀澤聰志                                               | 趙雅羅     |
| 第21話 |          | 還差一步           | 北條千夏 | 西森章   | 江島泰男           | Kim Suho、Lee Seongjae                                                                  | 一居一平   |
| 第22話 |          | 沒有變             | 福島幸典 | 大原實   | 森田侑希           | 五十嵐俊介、K Production                                                                | 不適用     |
| 第23話 |          | 我不要             | 森地夏美 | 神谷智大 | 布施康之           | Lee Sung-Jae、Kim Soo-Ho、Kim Myoung-Sim                                                | 一居一平   |
| 第24話 |          | 拜託你了喔         | 富岡淳廣 | 永島昭子 | 日野貴史           | 新村杏子、鈴木信一 加藤健二、金元會 日野貴史、松井芳彥、增井宏行 金基燁、金鐘范、姜美愛 | 牧孝雄     |

### 藍光與DVD
| 卷數 | 發售日期       | 收錄話數        | 規格編號      | 規格編號      |
| 卷數 | 發售日期       | 收錄話數        | BD限定版      | DVD限定版     |
| ---- | -------------- | --------------- | ------------- | ------------- |
| 1    | 2019年9月25日  | 第1話 ~ 第12話  | ANZX-13061〜4 | ANZB-13061〜4 |
| 2    | 2019年12月25日 | 第13話 ~ 第24話 | ANZX-13065〜8 | ANZB-13065〜8 |

### 作品變遷
| 香港 J2 星期六／日（逢非賽馬日） 13:30－14:30 · 逢下星期三15:00－16:00重播 · 4月11日 10:05－11:00 | 香港 J2 星期六／日（逢非賽馬日） 13:30－14:30 · 逢下星期三15:00－16:00重播 · 4月11日 10:05－11:00 | 香港 J2 星期六／日（逢非賽馬日） 13:30－14:30 · 逢下星期三15:00－16:00重播 · 4月11日 10:05－11:00 |
| ------------------------------------------------------------------------------------------------- | ------------------------------------------------------------------------------------------------- | ------------------------------------------------------------------------------------------------- |
|                                                                                                   | MIX （2020年2月9日－2020年4月25日）                                                               |                                                                                                   |
| 舞動少女團 （2019年12月14日－2020年2月1日）                                                       | 高校啦啦隊 （2020年5月2日－2020年7月4日）                                                         |                                                                                                   |
| 香港 Hands Up Channel 每天08:40-09:10                                                             |                                                                                                   |                                                                                                   |
| 飆速宅男 第3輯第63－78集                                                                          | MIX （2021年10月1日－2021年10月24日）                                                             | 飆速宅男 第4輯                                                                                    |
| 香港 翡翠台 星期一至五 15:45-16:15 節目                                                           |                                                                                                   |                                                                                                   |
| 靈裝戰士 重播                                                                                     | MIX 重播 （2022年3月15日－2022年4月15日）                                                         | 忍者亂太郎 重播                                                                                   |
| 香港 Hands Up Channel 每天08:40-09:10                                                             |                                                                                                   |                                                                                                   |
| 飆速宅男 第4輯                                                                                    | MIX （2022年4月20日－2022年5月13日）                                                              |                                                                                                   |
| 香港 翡翠台 星期四、五 17:20-17:50 節目                                                           |                                                                                                   |                                                                                                   |
| 2024巴黎奧運 下午直擊                                                                             | MIX第二季 （2024年8月15日－2024年11月1日）                                                        | Love All Play 重播                                                                                |

## 外部連結
- 月刊少年Sunday作品介紹網頁 － MIX （页面存档备份，存于）
- （日語）動畫官方網站 （页面存档备份，存于）
- 【公式】TVアニメ「MIX」的X（前Twitter）